# Поморник великий

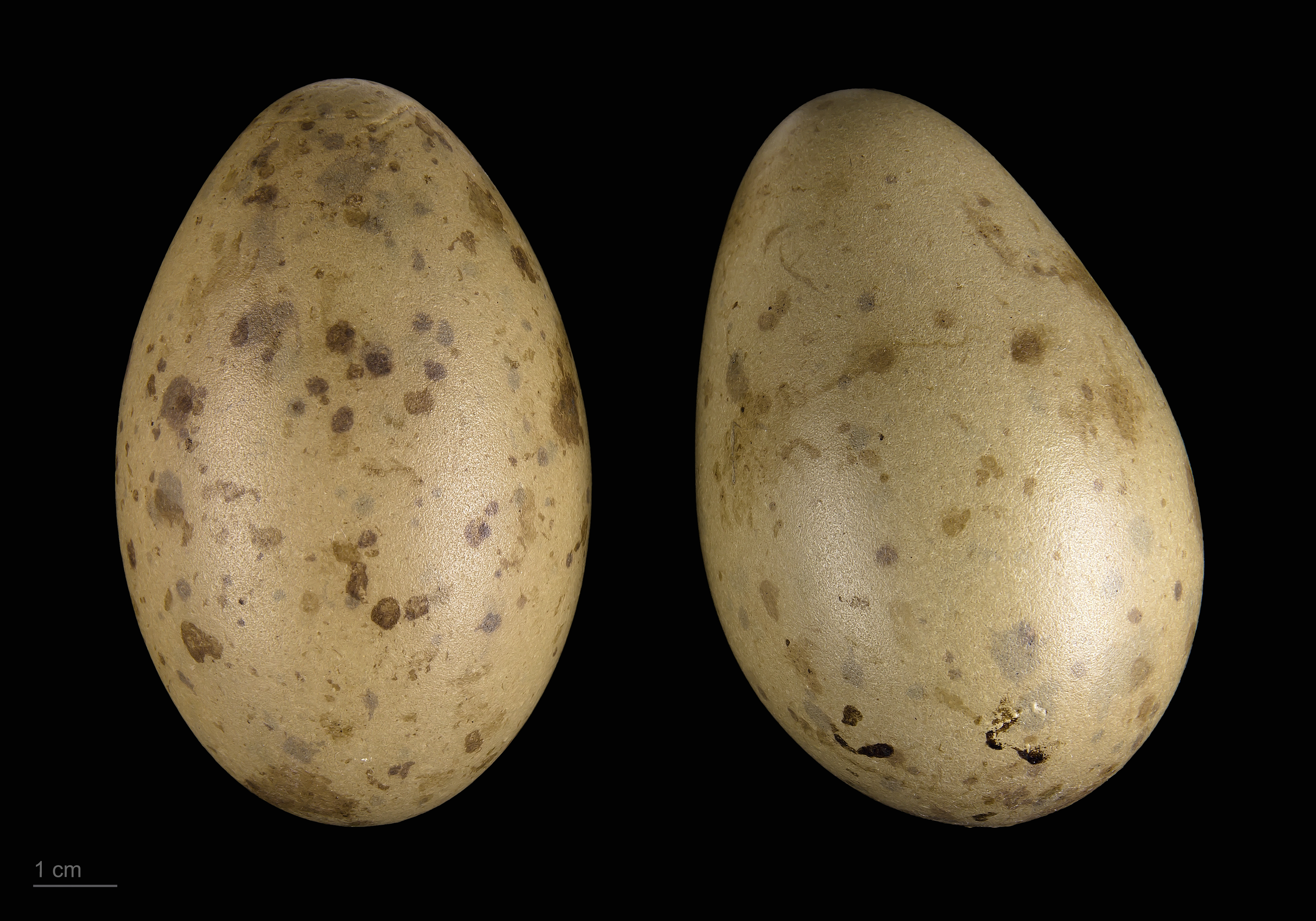
яйце Stercorarius skua - Тулузький музей

Помо́рник вели́кий (Stercorarius skua) — морський птах з родини поморникових (Stercorariidae). В Україні рідкісний залітний вид.
Його величина становить від 50 до 58 см, а розмах крил — від 125 до 140 см. Гніздовий ареал великого поморника розташовані в Ісландії, Норвегії, на островах Шотландії і Фарерських островах. Зиму великі поморники проводять у відкритому морі.
Як і інші поморники, великий поморник нападає на людей, які дуже близько наближаються до його гнізда, цілячись при цьому в голову. Поранення, які при цьому можуть відбутися, болючі, але не небезпечні.
Їх їжа складається головним чином з риби, яку вони забирають в інших морських птахів. Крім цього, вони полюють на горобців. На великих птахів, таких як північна олуша, вони нападають, використовуючи кігті. Поранені птахи падають у море і піддаються подальшим нападам, поки не відпустять свою здобич.
У дорослих великих поморників сіре оперення з червоними смугами та чорною шапочкою. Хвіст чорно-бурий з двома довгими пір'їнами посередині. Дзьоб і лапи пофарбовані в чорний колір.
Генетичні дослідження виявили разючу схожість генів великого поморника з короткохвостим поморником (Stercorarius parasiticus).